# Limnophila (Hovalimnophila) malitiosa
Limnophila (Hovalimnophila) malitiosa is een tweevleugelige uit de familie steltmuggen (Limoniidae). De soort komt voor in het Afrotropisch gebied.